# Petseri (contea)
La contea di Petseri (in estone: Petserimaa) era ed è, secondo gli artt. 2 e 122 della Costituzione estone, una contea dell'Estonia indipendente, istituita nel 1920.
Dal 1944, tuttavia, durante il periodo di occupazione sovietica, la maggior parte della contea è passata sotto l'amministrazione dell'oblast' di Pskov confinante, che fu parte prima della RSS Russa, compresa nell'URSS, e dal 1991 della Federazione russa.

## Storia
L'intera provincia storica della Contea di Petseri (Petserimaa) è la terra nativa dei setos, una popolazione ugro-finnica affine agli estoni, con una propria lingua, il voro-seto (o estone meridionale). Gli abitanti russi della contea di Petseri erano perlopiù Vecchi credenti che parlavano un tradizionale dialetto di transizione tra il russo e il bielorusso. 

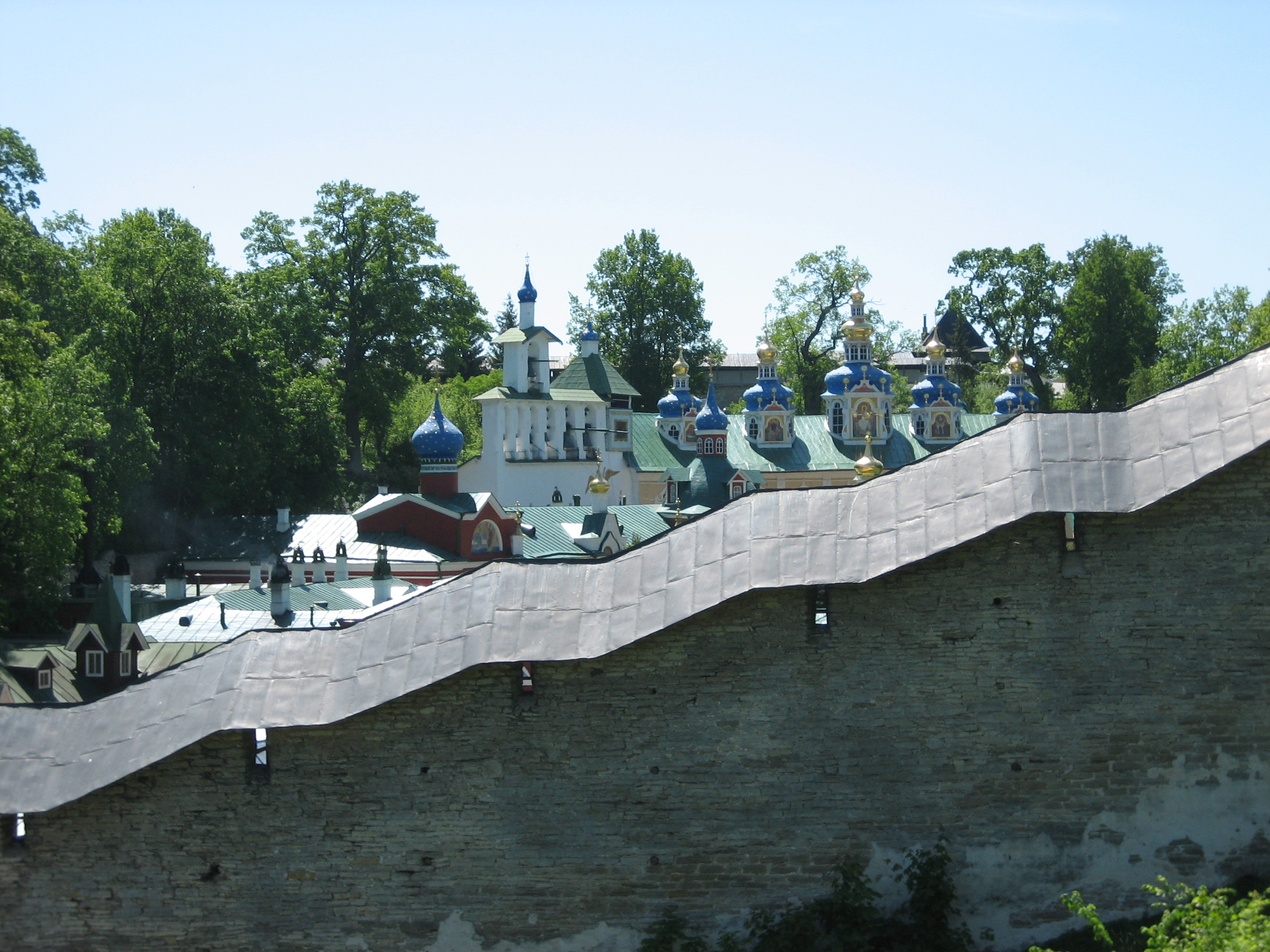
Il monastero di Pskovo-Pechersky. Fu parte dell'Estonia, nella Contea di Petseri, dal 1920 al 1944. Essendo in questo periodo oltre il confine dell'URSS, fu risparmiato dalle distruzioni sovietiche.

Durante la metà del XV secolo il Monastero di Pskovo-Pechersky, uno dei più importanti monasteri russi ortodossi, fu fondato in questa zona e fu uno dei pochi monasteri maschili rimasti sempre attivi nell'URSS. Venne risparmiato dalla distruzione sovietica perché il monastero era parte dell'Estonia già indipendente, tra il 1920 e il 1944.
Durante l'ultimo periodo della Prima guerra mondiale, dal gennaio al novembre 1918, il capoluogo della contea chiamato Pechory, fu occupato dalle forze tedesche. La città fu poi liberata dalle forze di liberazione estoni il 29 marzo del 1919, durante la Guerra di indipendenza estone. Con il Trattato di Tartu del 1920, il territorio della contea fu assegnato all'Estonia, ed il nome del capoluogo mutò in Petseri, come anche il nome della contea.

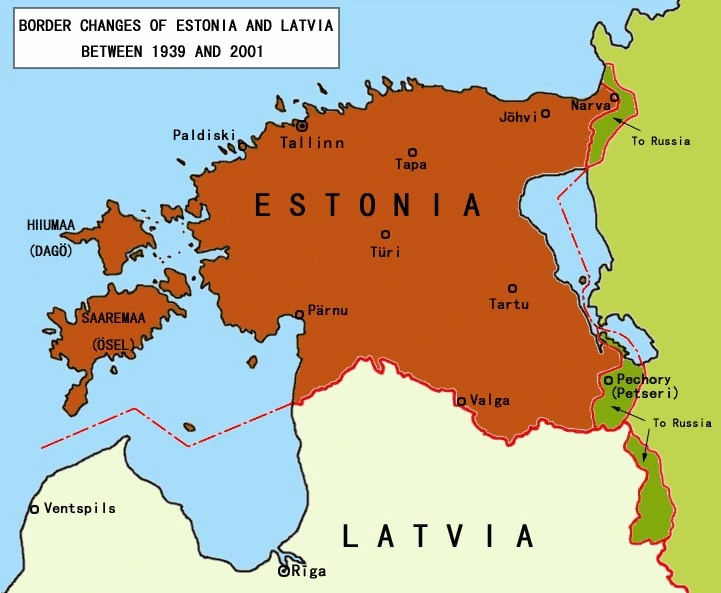
I cambiamenti ai confini dell'Estonia (e della Lettonia) imposti dai sovietici dopo la Seconda guerra mondiale.

Durante la Seconda Guerra mondiale, la Contea di Petseri, seguendo le sorti dell'intera Estonia, venne occupata prima dai sovietici nel 1940, poi dalla Germania nazista dal 1941 al 1944, quindi nuovamente dai sovietici. Questi inglobarono unilateralmente la contea di Petseri nella RSS Russa, mutilando così il territorio dell'Estonia occupata.
Restaurata l'indipendenza nel 1991, il confine tra i due Paesi sarebbe dovuto rimanere, solo temporaneamente, quello dell'epoca sovietica (confine attuale), in vista di una ridefinizione tra i due Paesi, che non c'è mai stata. 
L'Estonia ha reclamato, in forza del Trattato di Tartu, la contea di Petseri, rimasta ancora inglobata alla Russia per il 75% del suo territorio. La Federazione russa, dal canto suo, non riconosce quel trattato, pertanto ad oggi la situazione rimane immutata.  Nel 2005 vi sono stati tentativi, da parte estone, di proporre un trattato ed un accordo definitivi, ma sono stati puntualmente rigettati dalla Russia.
Secondo gli artt. 2 e 122 della Costituzione dell'Estonia, il territorio fa parte dell'Estonia. Il confine estone-russo in quella zona resta oggi contestato, e crea agli abitanti enormi problemi. I setos che vivono in quelle zone, sono così destinati a restare un popolo diviso.